# Cisnes
Pour les articles homonymes, voir Cisne (homonymie).
Cisnes est une commune du Chili située au sud du pays dans la province d'Aysén, elle-même dans la région d'Aisén. Cette commune très étendue comptait 4 972 habitants en 2012.

## Géographie
Le territoire de la commune est constitué d'un très grand nombre d'îles au large de la côte de Patagonie et d'une portion continentale. En partant du large on trouve d'abord l'archipel des Chonos constitué de centaines d'îles de forme allongée, recouvertes de forêts et inhabitées qui sont séparées par des canaux profonds. Cet ensemble est séparé de la masse continentale par le canal Moraleda. L'île Magdalena profondément encastrée dans la côte dont elle n'est séparée que par des canaux étroits constitue le cœur de la commune et héberge son chef-lieu Puerto Cisnes. Cette grande île de plus de 2 000 km² comporte en son centre un volcan éteint qui culmine à 1 660 mètres. La portion continentale comprend le sommet le plus élevé du territoire, le stratovolcan Melimoyu qui culmine à 2400 mètres. Cisnes se trouve à 1 268 kilomètres à vol d'oiseau au sud de la capitale Santiago et à 105 kilomètres de Coyhaique capitale de la Région d'Aysén del General Carlos Ibáñez del Campo.

## Démographie
La commune de Cisnes, dont la superficie est équivalente à celle de 3 départements français, est très faiblement peuplée (densité de 0,3 hab./km²). Les deux tiers de la population sont concentrés dans le chef-lieu Puerto Cisnes (2807 habitants en 2002) Les autres agglomérations sont La Junta (914 habitants), Puerto Puyuhuapi (535 habitants) et Puerto Raúl Marín Balmaceda (284 habitants).

## Économie
La principale activité de la population est la pêche.

## Patrimoine naturel

Position de Cisnes (en rouge) au sein de la Région Aysén del General Carlos Ibáñez del Campo.

La partie continentale comprend le parc national Queulat dont le site le plus connu est un glacier suspendu.

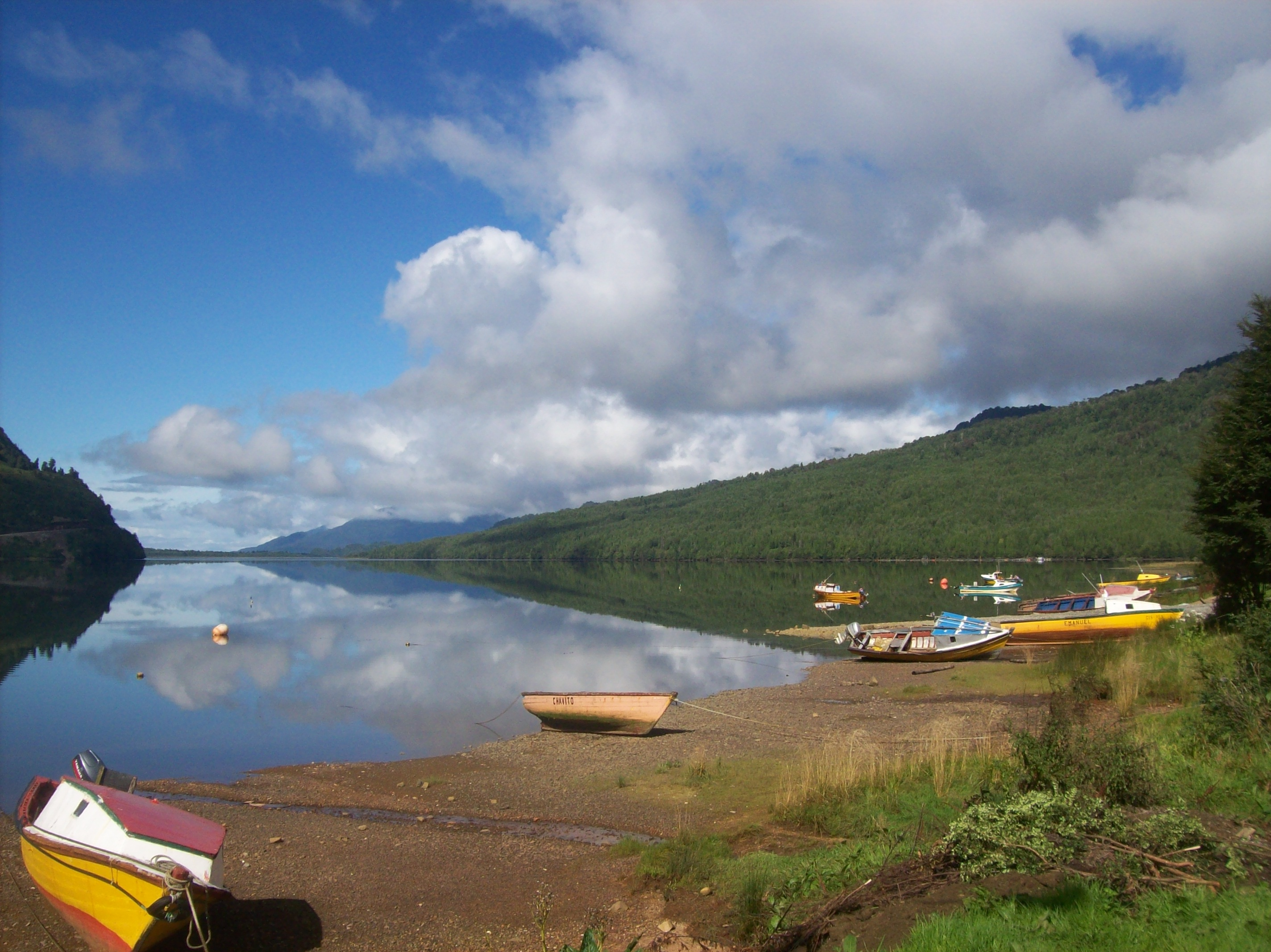
Baie de Puyuhuapi
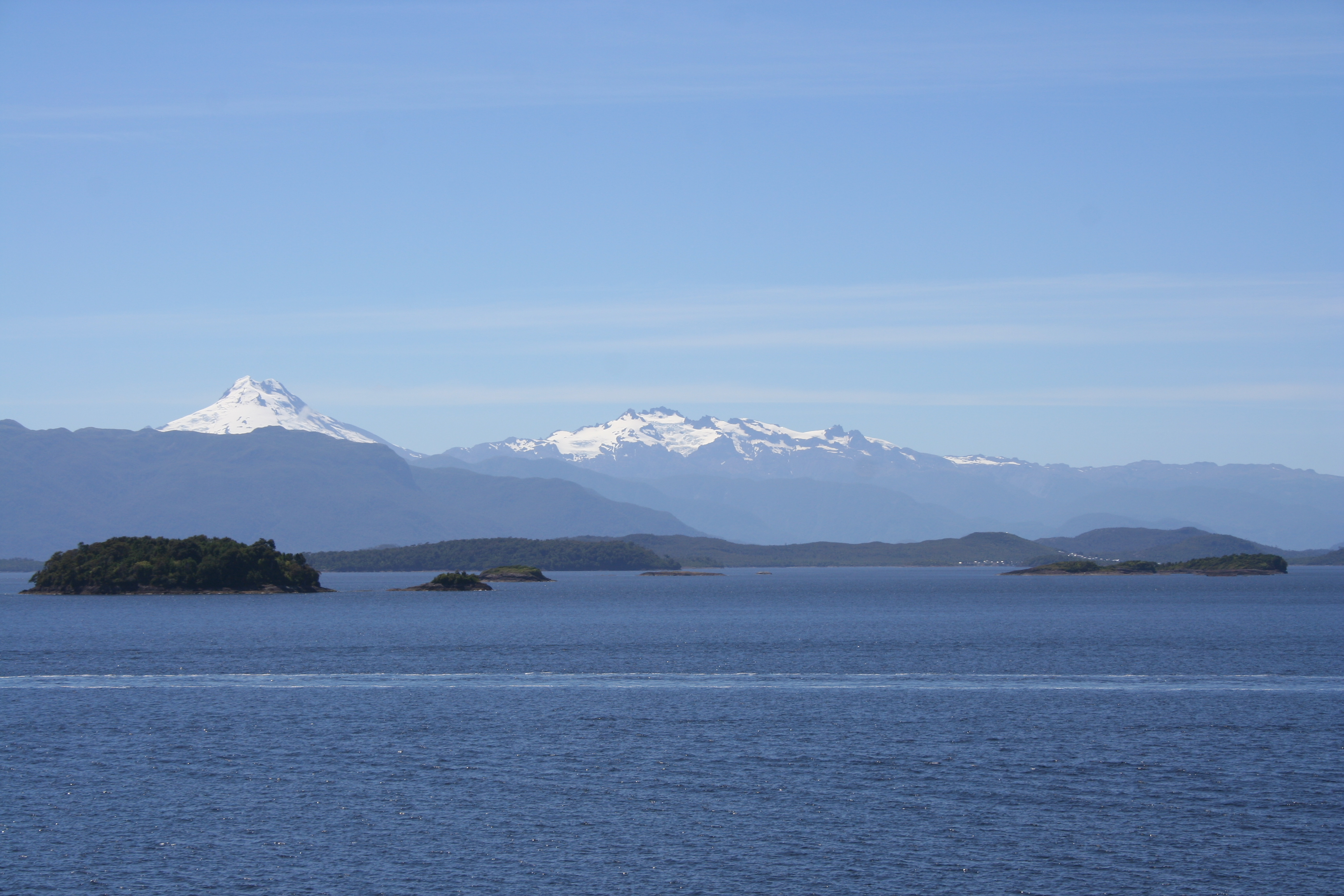
Canal Morelda
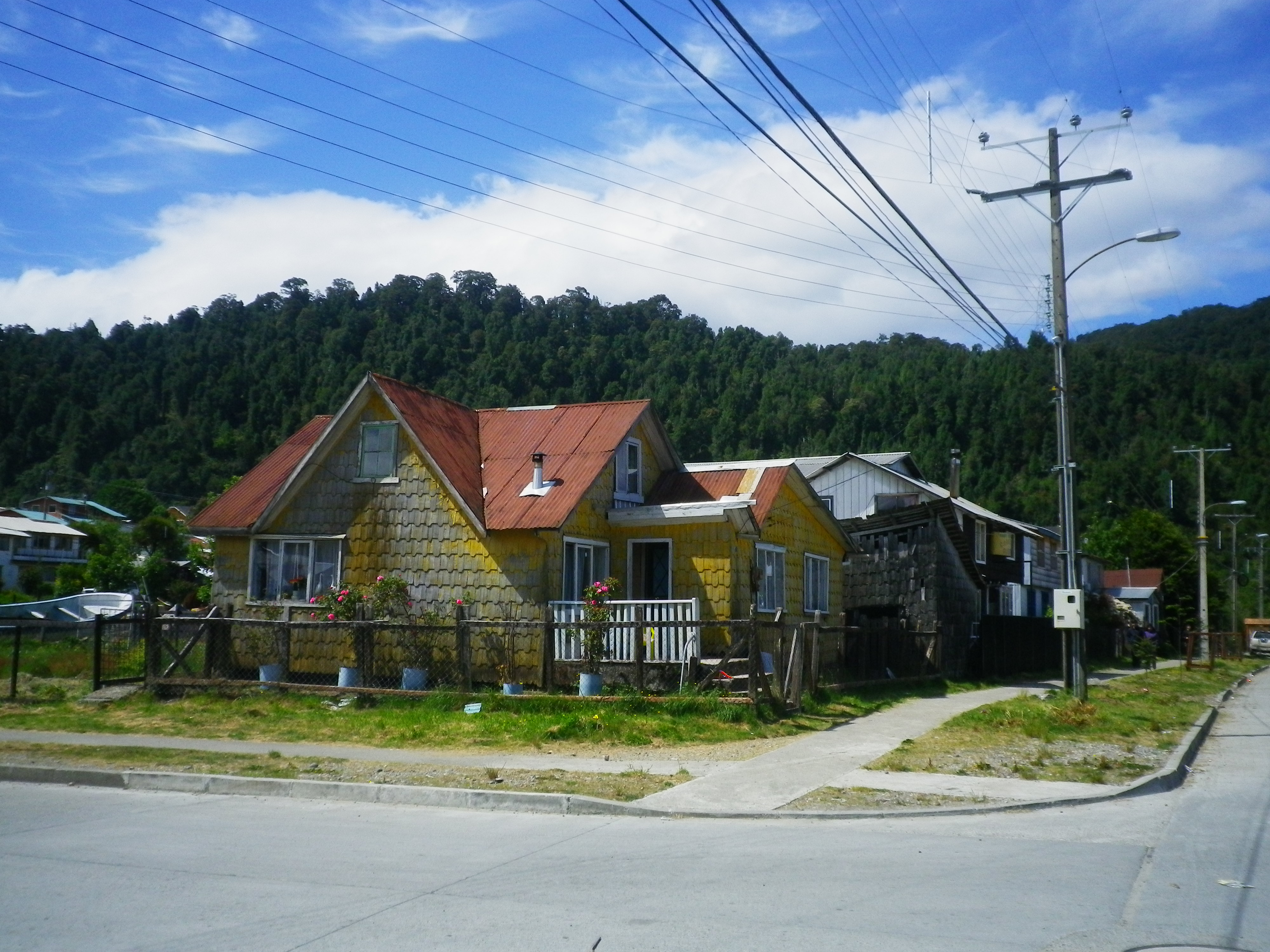
Habitation typique de Puerto Cisnes
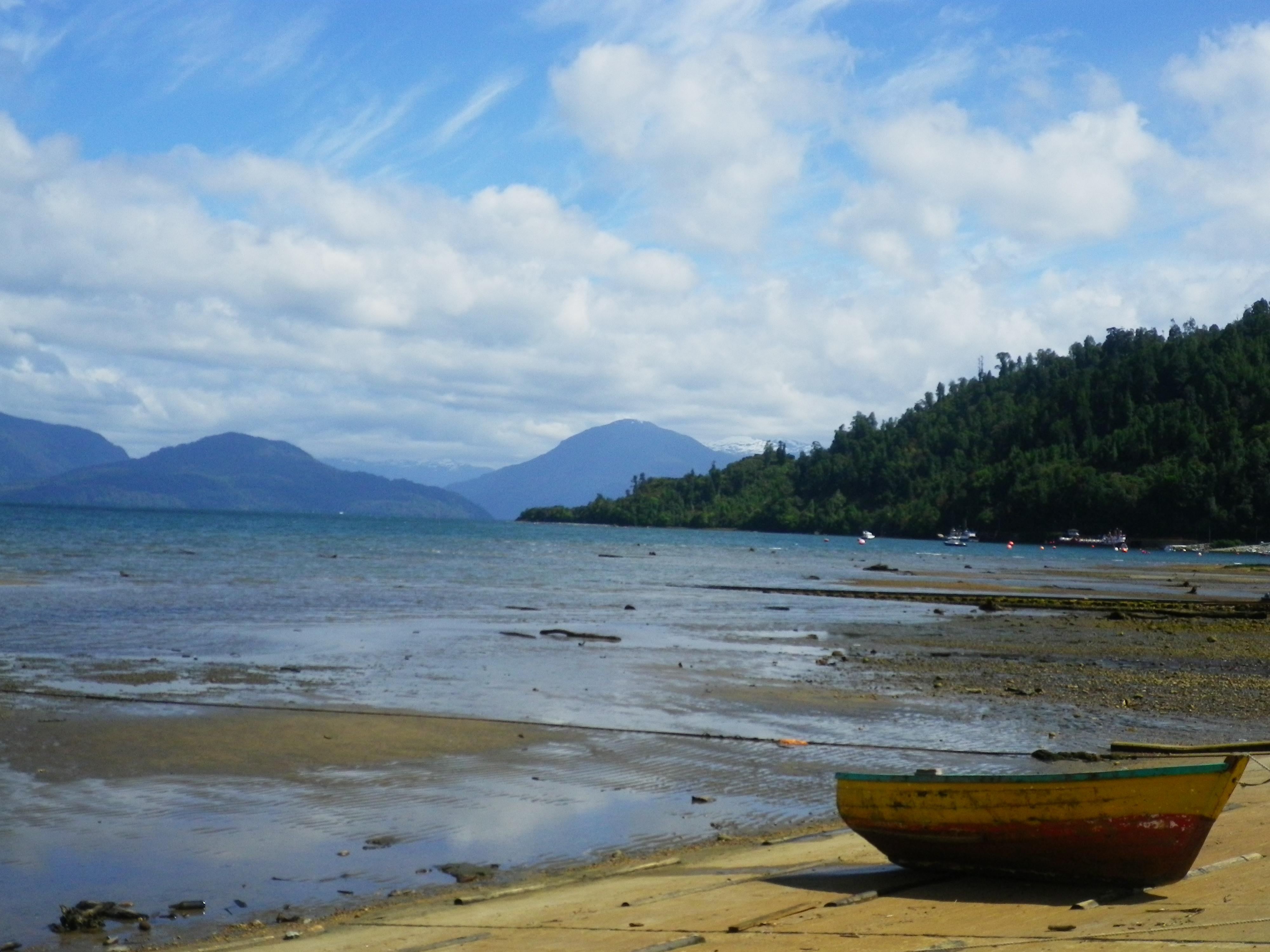
Côte de Puerto Cisnes